# Nicolas Daragon
Nicolas Daragon, nacido el 12 de marzo de 1972 en Valence (Drôme), es un político francés. Miembro del partido Los Republicanos, es alcalde de Valence desde 2014 y vicepresidente del consejo regional de Auvernia-Ródano-Alpes desde 2016.

## Biografía
Nicolas Daragon, graduado de una maestría en derecho público y de HEC Paris, es un ejecutivo del sector turístico.
En 1995, Nicolas Daragon fue elegido concejal municipal de Valence en la lista del teniente de alcalde Patrick Labaune. Seis años más tarde, durante las elecciones municipales de 2001, fue reelegido concejal municipal y llegó a ser teniente de alcalde.
En 2008, la lista liderada por Patrick Labaune en Valence fue derrotada por el socialista Alain Maurice. Nicolas Daragon, sin embargo, es reelegido concejal municipal y encabeza la oposición municipal, ya que Patrick Labaune, cabeza de lista y Léna Balsan, alcaldesa saliente, optan por no formar parte del consejo municipal.
Durante las elecciones municipales de 2014, Nicolas Daragon lideró la lista de la asamblea de centro y derecha en Valence, que fue elegida en la segunda vuelta con un 53,5% frente a la lista de izquierda encabezada por el alcalde saliente y una lista de la Agrupación Nacional.
Candidato a un nuevo mandato al frente de una lista de derecha durante las elecciones municipales de 2020, ganó en la primera vuelta, el 15 de marzo, obteniendo el 59,5% de los votos. Fue reelegido alcalde de Valence el 23 de mayo de 2020. Poco después, como único candidato en liza, fue reelegido al frente de la comunidad urbana de Valence Romans Agglo.
Durante las elecciones regionales de 2021 en Auvernia-Ródano-Alpes, encabeza la lista de la sociedad civil de derechas varias de LR-UDI para el departamento de Drôme. Tras la victoria de esta lista a nivel regional, Nicolas Daragon se convirtió en vicepresidente del consejo regional de Auvernia-Ródano-Alpes, delegado de finanzas, administración general, recursos humanos y fondos europeos.